# Mr Selfridge
Mr. Selfridge é uma série de televisão britânica que narra a vida do empresário Harry Gordon Selfridge, interpretado por Jeremy Piven, e a criação e evolução dos grandes armazéns Selfridges em Londres, nos inícios do século XX. Estreou no seu país de origem a 6 de janeiro de 2013 no canal ITV.  A série foi cancelada em 2016 ao fim de quatro temporadas.

## Elenco

### Atores principais
- Jeremy Piven como Harry Gordon Selfridge
- Frances O'Connor como Rose Selfridge
- Aisling Loftus como Agnes Towler
- Grégory Fitoussi como Henri Leclair
- Zoë Tapper como Ellen Love
- Amanda Abbington como Josie Mardle
- Tom Goodman-Hill como Roger Grove
- Katherine Kelly como Lady Mae Loxley
- Aidan McArdle como Lorde Loxley
- Ron Cook como Mr Crabb
- Mika Markham como Lois Selfridge
- Trystan Gravelle como Victor Colleano
- Samuel West como Frank Edwards
- Oliver Jackson-Cohen como Roderick Temple
- Anna Madeley como Miss Irene Ravillious

### Atores secundários
- Amy Beth Hayes como Kitty Hawkins
- Deborah Cornelius como Mrs Blenkinsop
- Malcolm Rennie como Fraser
- Poppy Lee Friar como Rosalie Selfridge
- Laurence Crace como Doris
- Calum Callaghan como George Towler
- Timothy Watson como Mr Perez
- Will Payne como Tony Travers
- Pippa Haywood como Mrs Bunting

## Sobre a série
| Temporada | Temporada | N° de episódios | Transmissão original  | Transmissão original | Rating de audiência (em milhões) |
| Temporada | Temporada | N° de episódios | Estreia da temporada  | Fim da temporada     | Rating de audiência (em milhões) |
| --------- | --------- | --------------- | --------------------- | -------------------- | -------------------------------- |
|           | 1         | 10              | 6 de janeiro de 2013  | 10 de março de 2013  | 7.99                             |
|           | 2         | 10              | 19 de janeiro de 2014 | 23 de março de 2014  | 5.45                             |
|           | 3         | 10              | 25 de janeiro de 2015 | 29 de março de 2015  | 7.32                             |
|           | 4         | 10              | 8 de janeiro de 2016  | 11 de março de 2016  | -                                |

## Transmissões Internacionais
| País                            | Canal                | Ano                   | Ref    |
| ------------------------------- | -------------------- | --------------------- | ------ |
| Médio Oriente                   | MBC 4                | Março de 2014–        |        |
| Austrália                       | Channel Seven        | 2013–                 |        |
| Bélgica                         | Eén                  | 2013–                 |        |
| Canada                          | Vision TV            | 2014-                 | [ 4 ]  |
| Croácia                         | HRT                  | 2013–                 |        |
| Dinamarca                       | DR1                  | 2013–                 | [ 5 ]  |
| Finlândia                       | YLE                  | 4 de Fevereiro 2014–  |        |
| França                          | OCS Max              | 2013–                 |        |
| Hungria                         | Story4               | 2014–                 |        |
| Irão, Afeganistão e Tajiquistão | Manoto 1             | Março de 2014–        |        |
| Irlanda                         | TV3                  | 2013–                 | [ 6 ]  |
| Israel                          | Yes Oh               | 2013–                 |        |
| Itália                          | Diva Universal Rai 3 | 2013–                 |        |
| América Latina                  | OnDIRECTV            | 2013–                 | [ 7 ]  |
| América Latina                  | Sundance Channel     | 2013–                 | [ 7 ]  |
| Holanda                         | NCRV (NPO 2)         | 2013–                 |        |
| Nova Zelândia                   | One                  | 2013–14               | [ 8 ]  |
| Noruega                         | NRK                  | 2013–                 |        |
| Portugal                        | Fox Life             | Setembro de 2014–     |        |
| Eslovénia                       | Planet TV            | 26 de Fevereiro 2014– | [ 9 ]  |
| Espanha                         | La 1                 | 2014–                 |        |
| Suécia                          | SVT1                 | 2013–                 | [ 10 ] |
| Estados Unidos                  | PBS                  | 2013–                 |        |